# Ableitwiderstand

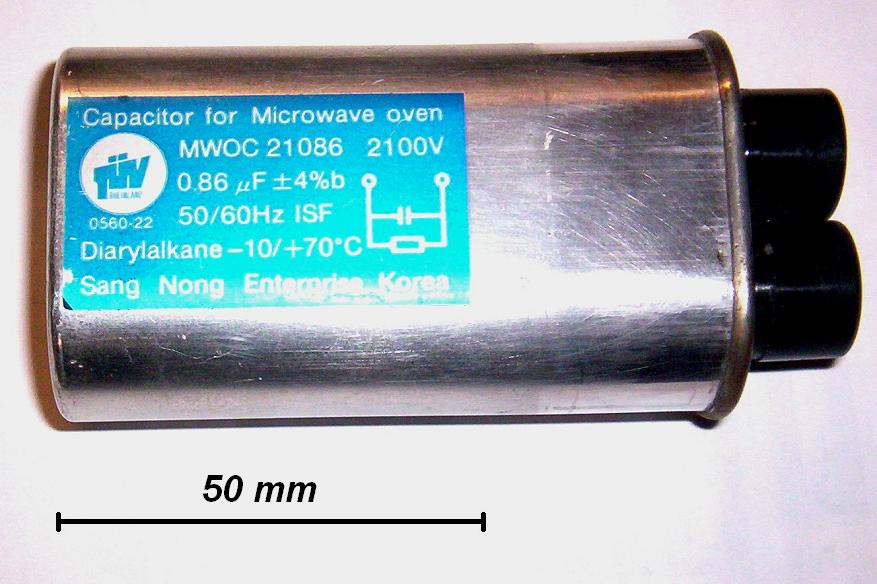
Kondensator mit eingebautem Bleederwiderstand, gekennzeichnet durch paralleles Widerstands-Symbol

Ein Ableitwiderstand baut elektrische Ladungen kontrolliert ab. Dafür verwendet man Widerstände, die je nach Aufgabe zum Beispiel parallel zu spannungsführenden Leitungen oder von diesen gegen Erde geschaltet werden.

## Kondensatoren
Ein Ableitwiderstand (englisch bleed = ausbluten als Bleeder resistor bezeichnet) ist bei elektrischen Kondensatoren wie Leistungskondensatoren oder Entstörkondensatoren in Netzfiltern unabdingbar. Er dient dazu, den Kondensator nach der Abschaltung bzw. bei Nichtbenutzung innerhalb einer bestimmten Zeit auf ungefährliche elektrische Spannungen zu entladen.
Bleederwiderstände sind so bemessen, dass sie die Funktion der Kondensatoren möglichst wenig beeinträchtigen, jedoch nach Abschaltung des Gerätes (und möglicherweise dem Öffnen des Gehäuses) deren Entladung innerhalb von üblicherweise maximal 5 Minuten auf eine Spannung von <50 Volt gewährleisten. An berührbaren Steckverbindern (verursacht durch X-Kondensatoren von Netzfiltern oder Kondensatornetzteile) sind 5 s Entladezeit auf <60 V oder bei Spannungen unter 15 kV weniger als 45 µC gespeicherte Ladung gefordert (VDE 0140–1). Dieser Wert wird bei der Netzspannung 230 V mit einem X-Kondensator von 100 nF, der keinen Ableitwiderstand besitzt, eingehalten. Bei Spannungen über 15 kV darf die beim Berühren möglicherweise freiwerdende gespeicherte Energie maximal 350 mJ betragen (DIN VDE 0105-100).
Sie sind eine Sicherheitsmaßnahme zur Verhinderung eines Stromschlages. Weiterhin verhindern sie die Wiederaufladung von entladenen Kondensatoren aufgrund von in deren Dielektrikum möglicherweise noch vorhandenen Ladungen (Dielektrische Absorption). Wandern diese Ladungen zu den Elektroden, können Kondensatoren ansonsten auch nach Entladung wieder gefährliche Spannungen annehmen.
Bleederwiderstände können direkt in den Kondensatoren eingebaut sein oder sich im Anschlusskasten oder an den Anschlussklemmen befinden. Kondensatoren mit eingebauten Bleederwiderständen sind meist auf dem Gehäuse mit einem Widerstandssymbol gekennzeichnet. Bleederwiderstände müssen eine ausreichende Spannungsfestigkeit und Verlustleistung besitzen, um im Dauerbetrieb nicht zu versagen. 
Leistungskondensatoren für Betrieb an Hochspannung mit Bleederwiderstand sollen vor dem Berühren entladen und dann die Kontakte mit einem niederohmigen Kurzschluss versehen werden. Das Entladen großer Kondensatoren erfolgt über einen Schutzwiderstand ausreichender Spannungs- und Impulsfestigkeit, um Störlichtbögen zu vermeiden. Leistungskondensatoren, die keinen solchen Bleederwiderstand besitzen, müssen kurzgeschlossen gelagert werden.

## Weiche Erdung
Wird im Rahmen von ESD-Maßnahmen (electro static discharge) vom Ableitwiderstand gesprochen, handelt es sich um einen ohmschen Widerstand zur Ableitung ungewisser Potentiale und Ladungen isolierter Schaltungsteile oder Bauteile gegen Erde. Solche Potentiale oder Ladungen können durch parasitäre Kapazitäten gegen aktive Netzleiter, durch Reibungselektrizität oder Störfelder entstehen. Eine direkte harte Erdung über einen Leiter würde zwar die Ladungen ebenfalls abführen, ist aber oft unerwünscht. Harte Erdung verursacht möglicherweise Erdschleifen (Brummschleifen), erzeugt bei Störimpulsen hohe Stromspitzen und wird bei ESD-geschützten Arbeitsplätzen vermieden, um Personen vor zusätzlichen Stromschlägen zu schützen, wenn sie aktive Teile berühren.
Die Größe dieser Widerstände hängt vom Verwendungszweck ab und liegt in der Größenordnung von etwa 100 Ω bis >1 GΩ. Oft sind solche Widerstände mit Entstörkondensatoren überbrückt, um beispielsweise die Schirmwirkung von Gehäusen zu erhalten.
Auch Bauteile und Materialien können weiche ESD-ableitende Eigenschaften besitzen. Dabei handelt es sich um ESD-Verpackungen, Gummisorten für Förderbänder, Reifen oder spezielle Fußböden und Arbeitsflächen sowie ESD-Spray und -Reiniger. Siehe hierzu auch ESD-Schutz.